# Massif du Puigmal
Le massif du Puigmal (en catalan : massís del Puigmal, en espagnol : macizo del Puigmal) est un massif de montagnes de la chaîne des Pyrénées.
Il est situé sur la frontière franco-espagnole, entre le département des Pyrénées-Orientales et la province de Gérone côté espagnol. Culminant au Puigmal (également appelé « Puigmal d'Err ») à 2 910 m d'altitude, il est le deuxième plus haut massif des Pyrénées-Orientales après le massif du Carlit et devant le massif du Canigou.

## Géographie

### Topographie
| Plateau de Cerdagne | Haute vallée de la Têt plateau du Capcir | Haute vallée de la Têt Massif du Madrès |
| Plateau de Cerdagne | massif du Puigmal                        | Massif du Canigou                       |
| Serra de Moixeró    | Serra de Montgrony                       | Serra Cavallera                         |

### Principaux sommets

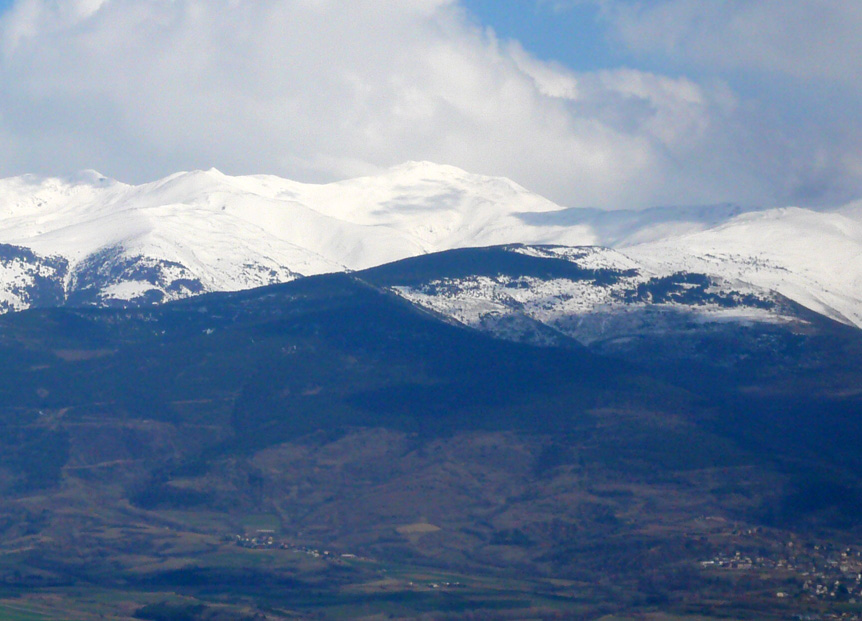
Vue partielle du massif depuis la station de Guils Fontanera, proche d’Andorre.

| Sommet                     | Altitude |
| -------------------------- | -------- |
| Puigmal d'Err              | 2 910 m  |
| Pic del Gegant             | 2 881 m  |
| Pic de l'Infern            | 2 869 m  |
| Pic de les Nou Fonts       | 2 861 m  |
| Pic dels Gorgs             | 2 851 m  |
| Puigmal de Sègre           | 2 843 m  |
| Pic de Freser              | 2 835 m  |
| Puig de Finestrelles       | 2 827 m  |
| Pics de la Vaca            | 2 826 m  |
| Petit Puigmal de Segre     | 2 811 m  |
| Pic de la Fossa del Gegant | 2 808 m  |